# Eddy Davis

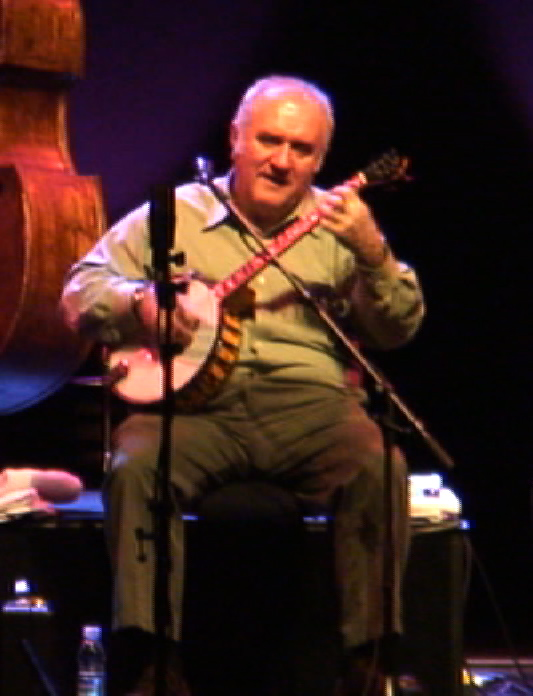
Eddy Davis in Lissabon 2006

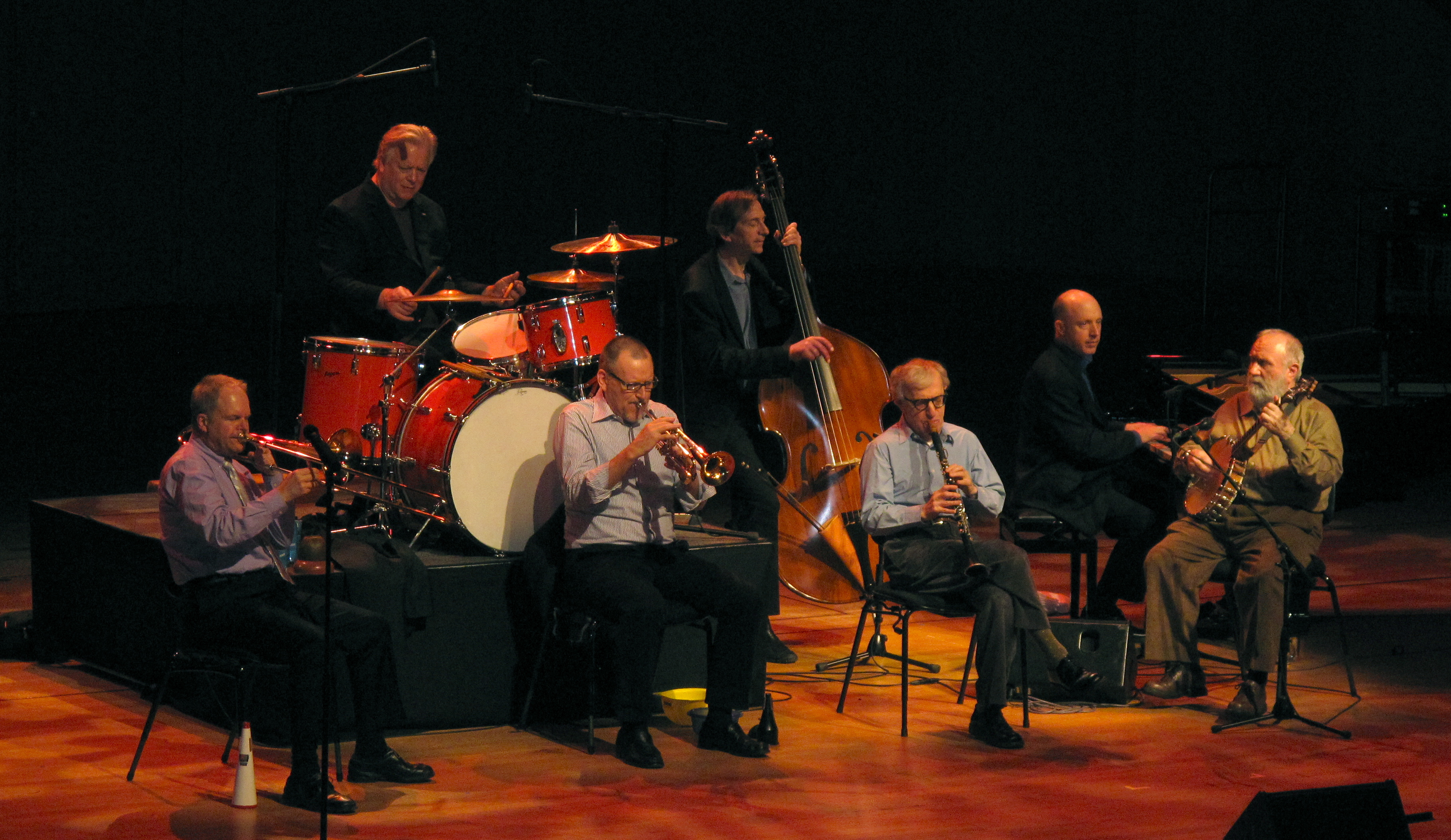
Woody Allen mit der Eddy Davis New Orleans Jazz Band im Gasteig München 2011

Eddy Ray Davis (* 26. September 1940 in Lafayette (Indiana); † 7. April 2020 in New York City) war ein US-amerikanischer Musiker (Banjo, Arrangement) und Bandleader des Traditional Jazz, der international vor allem durch die jahrzehntelange Zusammenarbeit mit dem Klarinettisten und Filmemacher Woody Allen bekannt wurde.

## Leben und Wirken
Davis begann während seines Abschlussjahres in der High School Banjo zu spielen, um Dixieland mit einer College-Band namens The Salty Dogs zu spielen. Die aus Purdue stammende Gruppe spielte im gesamten Mittleren Westen der USA und hatte Auftritte im Vorprogramm von Größen wie The Four Freshmen und The Kingston Trio. Er zog für ein Jahr nach Purdue, dann nach Chicago. Dort wurde er zu einem festen Bestandteil der Jazzszene an Spielstätten wie dem Gaslight Club und der Bourbon Street und arbeitete oft bei Varieté- oder Comedy-Acts, u. a. mit dem Schauspieler David Huddleston. Er trat auch bei einer Dixieland-Revue in Disneyland auf und diente als musikalischer Leiter bei einer Tournee-Wiederaufnahme des  Musicals Whoopee!! 1966 nahm er sein Debütalbum Live! At the Old Town Gate auf, mit einer Gruppe, die fortan als Eddy Davis Dixie Jazzmen firmierte. Zu den nächsten Alben unter dem Namen von Davis gehörten Whiz Bang (1973), eine satirische Produktion mit Flöte und Tuba und Plays and Sings Just For Fun (1974, hauptsächlich Jelly Roll Morton gewidmet).
Davis ging nach New York und errang Anerkennung bei den dortigen Jazz-Traditionalisten: Er spielte Schlagzeug in der frühesten Ausgabe von Vince Giordanos Nighthawks. 1976 trat er in Deutschland mit seinen europäischen Kollegen Herbert Christ, Jean-Pierre Mulot und René Franc im Hot Jazz Orchestra of Europe auf. In der amerikanischen Ausgabe dieses Hot Jazz Orchestra spielte er 1979 mit Max Kaminsky, Vince Giordano, Bobby Gordon und Dill Jones; 1983 gehörten zu Eddy Davis and The Hot Jazz Orchestra der Klarinettist Jack Maheu und der Pianisten Don Ewell. Mit Stanley’s Washboard Kings um Stan King war er im selben Jahr auf Japantournee. Zudem orchestrierte und dirigierte ein Musical von Terry Waldo, mit dessen Waldo’s Gutbucket Syncopators er mehrere Alben einspielte.
Als der Dirigent Maurice Peress Paul Whitemans Aeolian Hall Concert von 1924 zu dessen 60-jährigen Jubiläum aufführte, engagierte er Davis als Banjoist. Zu diesem Zeitpunkt trat er regulär im Club Red Blazer Too im Trio mit seiner Banjo-Kollegin Cynthia Sayer und dem Bassisten Pete Compo auf. Mit Sayer gründete Davis auch das New York Banjo Ensemble, das 1984 ein Album mit Kompositionen von George Gershwin und 2005 ein Album mit Rags aufnahm.
Davis’ Verbindung mit Woody Allen entstand bereits in den 1960er-Jahren in Chicago, als Davis in einem Club in der Rush Street als Headliner auftrat und Allen in diesem Club als Komiker arbeitete, aber auch in seiner Band spielte. Allen spielte in der New Orleans Jazz Band von Eddy Davis, mit der Allen – ansonsten als Filmemacher bekannt – als Klarinettist rund 35 Jahren in New York Hof hielt. Die Band spielte seit 1997 jeden Montagabend (wenn sie nicht auf internationaler Tournee war) im Café Carlyle; zuvor trat sie seit 1985 wöchentlich in Michael’s Pub auf. Davis wirkte auch am Soundtrack zu Allens Film Radio Days (1987) mit und trat in Sweet and Lowdown als Bandmitglied  auf. Für seinen Beitrag zum Soundtrack für Midnight in Paris erhielt er einen Grammy Award. Der Dokumentarfilm Wild Man Blues zeichnet Allens erste Tour mit Davis’ Band auf. In den späten 1990er- und frühen 2000er-Jahren war Davis zudem jede Woche im Restaurant namens The Cajun in der Eighth Avenue in Chelsea zu hören. In der Band, die er dort leitete, spielte Scott Robinson am C-Melody-Saxophon. Daneben entstanden weitere Tonträger wie The Bunk Project (1993) oder Just Sittin’ Here Strummin’ This Ole Banjo (2005).
Davis war laut Tom Lord zwischen 1957 und 2012 an 73 Aufnahmesessions beteiligt,  u. a. mit Leon Redbone, Turk Murphy, Doc Cheatham und Frank Vignola. Davis starb im April 2020 während der COVID-19-Pandemie in New York City an den Folgen einer SARS-CoV-2-Infektion im Mount Sinai West Hospital. Er wurde 79 Jahre alt.